# عارف قلی‌اف
عارف علی اوغلو قلی‌اف (۱۶ مه ۱۹۵۰، علی بایراملی - ۶ مه ۲۰۲۱، باکو) - بازیگر اهل کشور جمهوری آذربایجان بود.